# Olios admiratus
Olios admiratus là một loài nhện trong họ Sparassidae.
Loài này thuộc chi Olios. Olios admiratus được Mary Agard Pocock miêu tả năm 1901.